# Потенціал протікання
Потенціал протікання або потенціал течії (рос. потенциал протекания (течения), англ. streaming potential, нім. Flüssigkeitsspotential n) — електрокінетичне явище, зворотне електроосмосу, яке полягає у виникненні різниці потенціалів у рідині при протіканні її через пористе тіло під дією перепаду тиску. Спостерігається при течії води і водних розчинів через різні пористі тіла: глину, вугільні дисперсії, графіт, пісок тощо. 
Інша назва – ефект Г.Квінке (1859).